# 阿尔纳沃
阿尔纳沃（法語：Arnave，法語發音：[aʁnav]）是法国阿列日省的一个市镇，属于富瓦区。

## 地理
阿尔纳沃（42°51'12"N, 1°38'51"E）面积8.38 平方千米，位于法国奧克西塔尼大區阿列日省，该省份为法国西南部内陆省份，西部和北部与上加龙省接壤，东临奥德省，东南至东比利牛斯省接壤，南与安道尔和西班牙接壤。
与阿尔纳沃接壤的市镇（或旧市镇、城区）包括：邦帕斯、卡兹纳沃-塞尔和阿朗斯、梅尔屈加尔拉贝、奥尔诺拉克-于萨莱班、阿列日河畔塔拉斯孔、于萨。

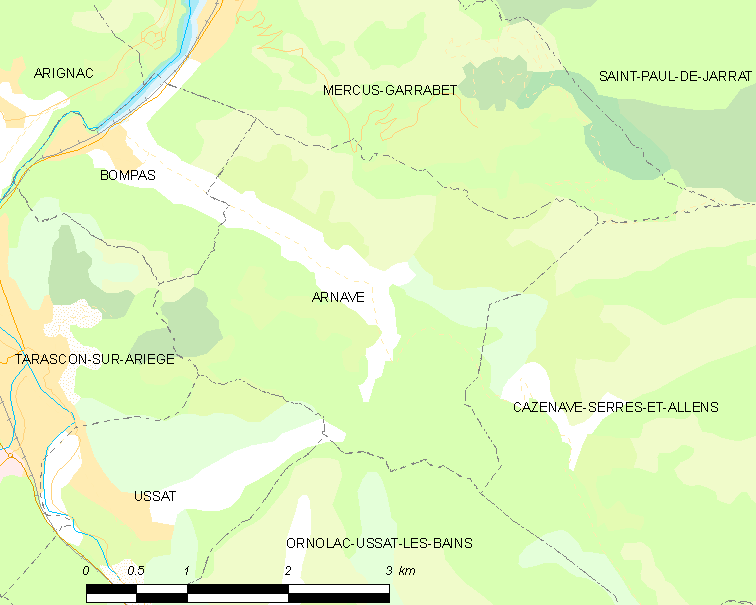
阿尔纳沃的OSM定位图

阿尔纳沃的时区为UTC+01:00、UTC+02:00（夏令时）。

## 行政
阿尔纳沃的邮政编码为09400，INSEE市镇编码为09016。

## 政治
阿尔纳沃所属的省级选区为萨巴尔泰斯县。

## 人口

1962-2008年间阿尔纳沃人口变化图示

阿尔纳沃于2022年1月1日时的人口数量为214人。